# Ungdoms ljuva fågel
Ungdoms ljuva fågel (originaltitel: Sweet Bird of Youth) är en teaterpjäs från 1959 av den amerikanske dramatikern Tennessee Williams. Premiären var 19 mars 1959 i New York.

## Handling
I pjäsen återvänder gigolon och kringdrivaren Chance Wayn till sin hemstad i sällskap med en dalande filmstjärna, Alexandra Del Lago som han hoppas ska hjälpa honom att få in en fot i filmbranschen.

## Nyuppsättningar
Pjäsen sattes upp igen 1975 och tio år senare på nytt i Londons West End på Haymarket Theatre. Harold Pinter var då pjäsens regissör.
Teaterpjäsen Ungdoms ljuva fågel hade nypremiär år 2011 med Nicole Kidman i rollen som Alexandra Del Logo.

## Andra versioner
Pjäsen filmatiserades 1962 med flera av skådespelarna från den första uppsättningen, Paul Newman, Geraldine Page, Madeleine Sherwood och Rip Torn. Ed Begley vann en Oscar för bästa manliga biroll. Madeleine Sherwood nominerades till priset för bästa skådespelerska och Geraldine Page för bästa kvinnliga biroll.
Pjäsen filmatiserades även för TV 1989, med Elizabeth Taylor, Mark Harmon, Valerie Perrine, Ronnie Claire Edwards och Rip Torn i de ledande rollerna.